# Metcalfe
Metcalfe è una città (town) degli Stati Uniti d'America, situata nella contea di Washington, nello Stato del Mississippi.